# Niederbayern
Niederbayern (Neder-Beieren) is zowel een Bezirk als een Regierungsbezirk (regio) van de deelstaat Beieren.

## Indeling
Het wordt gevormd door 9 Landkreise en 3 Kreisfreie steden.
| Landkreise | Kreisfreie Städte                  |
| --- | ---------------------------------- |
| 1. Deggendorf 2. Dingolfing-Landau 3. Freyung-Grafenau 4. Kelheim 5. Landshut 6. Passau 7. Regen 8. Rottal-Inn 9. Straubing-Bogen | 1. Landshut 2. Passau 3. Straubing |

Mittelfranken · Niederbayern · Unterfranken · Oberbayern · Oberfranken · Oberpfalz · Schwaben